# Maurice Ronet
Maurice Ronet (nacido Maurice Julien Marie Robinet; Niza, 13 de abril de 1927 - París, 14 de marzo de 1983) fue un actor y director francés.
Según el trabajo de un periodista francés que analizó su personalidad, Ronet no hablaba nunca de su infancia. Había sido un niño solitario que amaba la lectura y que sentía pasión por Edgar Allan Poe y Herman Melville, un sentimiento que no disminuyó con el paso de los años. Su novela preferida era Moby Dick. Soñaba con ser pintor o escritor. Recitaba pasajes enteros de Bajo el volcán, de Malcolm Lowry, y le gustaba escuchar música de Bach. Él mismo era músico (tocaba bien el piano y el órgano). Finalmente entró en el Centro del Espectáculo de la calle Blanche, donde estudió arte dramático. Fue toda su vida un gran actor y un hombre para mujeres que ubicaban la amistad por encima del amor. Su belleza sorprendía: medía 1,80 m, tenía ojos azules y los dientes blancos. Pero no era solo eso. Un encanto doloroso daba a su físico de playboy un distanciamiento singular.

## Sus primeros años
Hijo único de Émile Ronet (Émile Ferdinand Robinet) y de Paule de Breuil (Claire Jeanne Augusta Giberte Salvi), casados el 24 de marzo de 1927 en París, los dos actores, descubrió en una etapa muy temprana de su vida la atmósfera y las dificultades del oficio de actor mientras acompañaba a sus padres en las giras a través de Francia. Como hijo de dos actores de teatro profesionales, debutó en el escenario a los catorce años, junto a sus padres, en la obra de Sacha Guitry Deux couverts (Dos cubiertos), en Lausana.
Aunque su niñez había sido enriquecedora,  muy pronto sintió la necesidad de alejarse de esa familia feliz en cuyo seno sentía una profunda soledad. Esa elección de evasión lo llevó a debutar muy joven, a los dieciséis años, en el Centro del Espectáculo de la Calle Blanche, donde asistió a sus primeros cursos de arte dramático con Julien Bertheau, Maurice Donneaud e incluso Bernard Blier como profesores.

## Sus comienzos en el teatro
Después de asistir a la École Nationale Supérieure des Arts et Techniques du Théâtre (ENSATT, por sus siglas en francés) (Escuela Nacional Superior de Artes y Técnicas de Teatro), ubicada en la ciudad de París y conocida por el nombre de École de la Rue Blanche (Escuela de la calle Blanche), en 1944 ingresó en el Conservatorio Nacional de Arte dramático de París. Después de haber frecuentado esa institución, siguió los pasos de su padre y comenzó su carrera escénica como actor de teatro, sobre todo de obras contemporáneas. En el Conservatorio trabajó bajo la dirección de Jean-Louis Barrault, René Simon y Maurice Leroy. Al finalizar sus estudios pisó las tablas por primera vez en Les Parents terribles de Jean Cocteau y después en Un beau dimanche (Un hermoso domingo) de Jean-Pierre Aumont, sin olvidar Roméo et Juliette (Romeo y Julieta), obra en la que encarnó el papel protagónico al lado de Nicole Berger.

## Su debut en el cine
Su carrera cinematográfica se inició en 1949 con la representación del papel de Roger Moulin en la película de Jacques Becker Cita en julio (Rendez-vous de juillet) (un estudio sobre el comportamiento de la juventud parisina de posguerra), que tuvo el mérito de lanzar también a los actores Daniel Gélin, Brigitte Auber y Nicole Courcel y que fue presentada en concurso en el III Festival de Cannes de 1949.  Por segunda vez (ya había sucedido años antes en el teatro) encarnó al hijo de sus propios padres, Émile Ronet y Paule de Breuil, que representaban el papel de progenitores de Roger Moulin. Cuando debutó en el cine como intérprete de esa película, en un papel que había sido escrito específicamente para él por el realizador, tenía veintidós años y poco interés en continuar con la carrera de actuación, y si bien es cierto que se convirtió en un joven actor protagónico del cine francés, ese filme y algunos otros, incluido "Un grand patron" (El perfeccionista), estrenado dos años más tarde, no le daban la impresión de un verdadero progreso.
Después de completar la película Cita en julio se casó con María Pacôme (una actriz de teatro y dramaturga francesa) y juntos se mudaron a Moustiers-Sainte-Marie, en Provenza, donde Maurice intentó dedicarse a la cerámica. A principios de la década de 1950 regresó a París, donde tomó cursos de filosofía y física y siguió con su pasión por la literatura, la música (piano y órgano), el cine y la pintura. Su obra pictórica, parte del movimiento de pintura no figurativa, se exhibió junto con las de sus amigos Jean Dubuffet y Georges Mathieu. También actuó ocasionalmente y en pequeños papeles en películas de directores franceses como Yves Ciampi y René Wheeler, con la ambición de convertirse en director de cine él mismo. Sin embargo, poco a poco llegó a sentir una libertad de actuación y una satisfacción creativa que le proporcionaron una síntesis de todos sus intereses.
Enfant terrible del cine de la posguerra francesa, la consagración definitiva de Maurice Ronet se debió a los papeles que interpretó varios años después en dos notables películas de Louis Malle, Ascensor para el cadalso (Ascenseur pour l'échafaud) y, sobre todo, Fuego fatuo (Le feu follet) (1963), de las que fue protagonista y auténtico mattatore.
Otras películas que le dieron fama internacional fueron A pleno sol (Plein soleil), un thriller basado en la novela de Patricia Highsmith, en el que intervenía junto a Alain Delon, a las órdenes del director René Clement, y El que debe morir, de Jules Dassin.

## La década de 1950
Como ya se dijo, en 1950 se casó con la actriz Maria Pacôme, después de lo cual decidió abandonar la escena y consagrarse a su otra pasión, la pintura. Su matrimonio con Pacôme terminó rápidamente en una separación y se divorciaron en 1956, año en el que Ronet retomaría su carrera cinematográfica. Los críticos lo consideraban una esperanza segura del cine pero él no se limitaba a papeles definidos y actuaba en películas tan diversas como Los siete pecados capitales en 1952, Lucrecia Borgia en 1953, Châteaux en Espagne (El torero) en 1954 y Sección desaparecidos en 1958, esta última un drama policial franco-argentino de Pierre Chenal basado en la novela Of Missing Persons, de David Goodis. Desde entonces se codeó con realizadores como Yves Allégret, Jean Dréville y Christian-Jaque, entre otros.
Su trabajo fue elogiado por primera vez en el Festival de Cine de Cannes de 1953 por un papel secundario en la película de Jean Dréville Horizons sans fin (Horizontes sin fin) y en los años siguientes recibió elogios por su notable actuación como protagonista romántico en La Sorcière, una película de André Michel (1956), y en el filme de Jules Dassin Celui qui doit mourir (El que debe morir)(1957). Fue en la presentación de La Sorcière, en Cannes, que conoció a Louis Malle, un realizador que dos años más tarde lo dirigiría en su éxito internacional de taquilla como Julien Tavernier en la que fue la primera película de Malle, Ascenseur pour l'échafaud  (Ascensor para el cadalso, 1958). Sin embargo, es probable que sea más conocido por su papel de Philippe Greenleaf en la adaptación francesa del filme  The Talented Mr. Ripley (El talento de Mr. Ripley) (Plein soleil, René Clément, 1960). Entre estos filmes, Ronet acudió a España a rodar junto a Sara Montiel Carmen la de Ronda (1959).
Con el papel de Julien Tavernier en Ascensor para el cadalso de Malle, que como ya se dijo fue un gran éxito, inauguró la serie de numerosos papeles trágicos que encarnaría a lo largo de su carrera. Hombre desesperado, homicida o víctima de un asesinato,  también interpretaría un personaje suicida algunos años más tarde en Fuego fatuo, la película de Malle con Jeanne Moreau, que obtuvo el Gran premio del jurado del Festival Internacional de Cine de Venecia en 1963.

## Décadas de 1960 y 1970
Su carrera experimentó un nuevo impulso en 1960, el año de la película Plein Soleil, que fue el primer eslabón de una cadena de éxitos y dio comienzo a su propia carrera como director con  Le voleur du Tibidabo (La vida es magnífica). A partir de ese momento interpretó todo tipo de papeles e intentó superar sus propios límites para entender a los personajes e interpretarlos mejor. En 1962 intervino en el largometraje La delación. Actuó junto a todos los actores y actrices del momento, como Romy Schneider y Alain Delon (La piscina, 1968). En 1967 fue premiado en el Festival Internacional de Cine de San Sebastián como el mejor intérprete masculino por su actuación en la película Champaña para un asesino (Le scandale) de Claude Chabrol.
Se convirtió en uno de los actores favoritos de los franceses y de Chabrol. En 1966 construyó su casa en Bonnieux, Vaucluse, Provence-Alpes-Côte d'Azur (Provenza-Alpes-Costa Azul), y desde entonces vivió allí y en París  (a partir de 1977 y hasta su muerte en compañía de Josephine Chaplin, la madre de su único hijo, Julien). En 1973 publicó su primer libro para relatar su descubrimiento de los dragones de la isla de Komodo y también dio a conocer un documental. Por último, en 1977 intervino en la película  Muerte de un corrupto, de Georges Lautner.
En síntesis, Ronet debutó como director en 1964 con la película ya mencionada Le voleur de Tibidabo (La vida es magnífica), una historia delictiva de carácter picaresco y autorreflexivo estrenada en Barcelona, en la que también actuó. Su trabajo continuó con dos documentales: Vers l'île des dragons (1973), un viaje alegórico a Indonesia para realizar el film también ya mencionado Los dragones de Komodo y un informe sobre la construcción de una presa en Cahora Bassa, Mozambique, para la televisión francesa. Dirigió y produjo más programas para televisión, entre ellos su aclamada adaptación de Bartleby de Herman Melville en 1976 (que fue estrenada en cines en 1978), así como adaptaciones de cuentos de Edgar Allan Poe y Cornell Woolrich. También escribió dos libros: L'ile des dragons (1973), un relato personal de su descubrimiento de los dragones de la isla de Komodo y una crónica de la realización de Vers l'île des dragons, y "Le métier de comédien" (1977), una descripción honesta y completa de la profesión de actor.

## Últimos años
Maurice Ronet fue siempre un hombre discreto;  debido a su desdén por lo material y su fuga eterna ante las dificultades del pasado, descuidó algunas de sus creaciones, sobre todo sus escritos y sus pinturas.  Escribió varios libros, entre ellos un ensayo: El Oficio de actor. También fue músico. Era de los que queman la vida de punta a punta, como lo sugirió Éric Neuhoff en su libro Les Insoumis : "Fue un gran sibarita: seductor, insoportable, imprevisible, podría haber sido el personaje de una novela". A partir de 1977 compartió su vida con Joséphine Chaplin, hija de Charles Chaplin y de Oona O'Neill, con la que tuvo su único hijo, Julien, nacido en 1980.

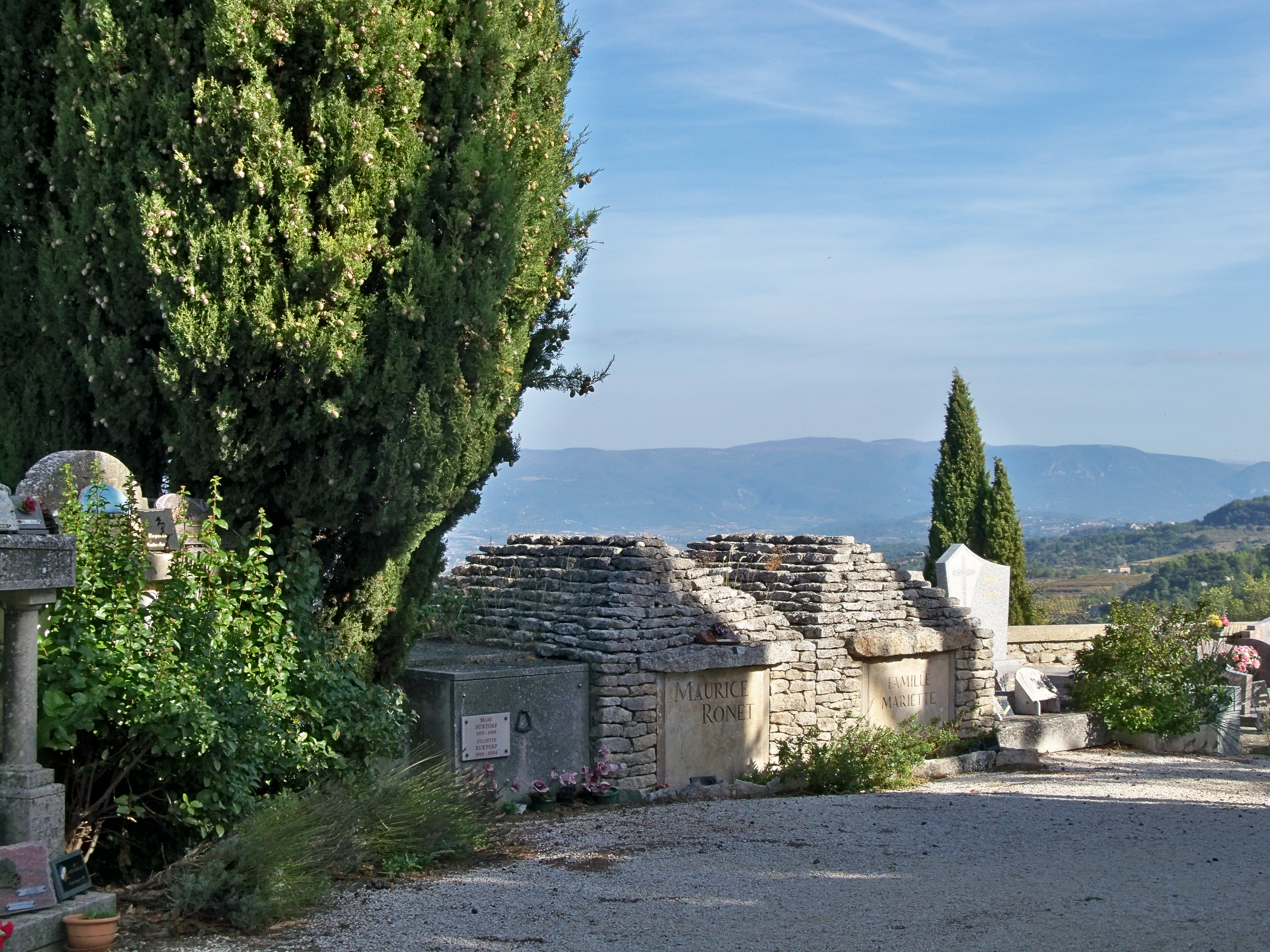
Imagen de la tumba de Maurice Ronet en Bonnieux.

Según una publicación, Ronet fue un enigma del cine francés de las décadas de 1950 a 1970. Su interpretación inolvidable de Fuego fatuo, la película de Louis Malle, quedó grabada en la memoria de varias generaciones de espectadores. Sus papeles en Ascensor para el cadalso, A pleno sol, Rafael el libertino (Raphaël ou le débauché) o La mujer infiel impusieron su combinación de carisma sutil y  dandismo inquieto. La elegancia y la insolencia de Ronet impresionaron hasta a Alain Delon, Jean-Louis Trintignant y Paul Gégauff, no precisamente principiantes en la materia. Sin embargo, la profesión de actor era solo la parte visible de Maurice, que mientras llevaba una intensa vida nocturna en el París de la década de 1950 con sus amigos Roger Nimier, Antoine Blondin o Roger Vadim, también era pintor, escritor y director. Su adaptación de Bartleby, de Herman Melville, fue un éxito aclamado por la prensa. La suya fue una trayectoria azarosa, caótica e impredecible, como si hubiera querido celebrar tres vidas en una.
Ronet se apagó en plena gloria. Murió a causa de un cáncer de pulmón en un hospital de París un mes antes de cumplir los cincuenta y seis años y fue sepultado en Bonnieux, en el Luberon, el lugar de su segunda casa.

## Filmografía como actor
| - 1949: Rendez-vous de juillet (Cita en julio), de Jacques Becker - 1951: Un grand patron (El perfeccionista), de Yves Ciampi - 1952: La Jeune Folle, de Yves Allégret - 1952: Les Sept Péchés capitaux (Los siete pecados capitales), de Yves Allégret (episodio "La Lujuria") - 1953: La Môme vert-de-gris, de Bernard Borderie - 1953: Horizons sans fin (Horizontes sin fin), de Jean Dréville - 1953: Lucrèce Borgia (Lucrecia Borgia), de Christian-Jaque - 1954: À toi... toujours (Casta diva), de Carmine Gallone - 1954: Le Guérisseur, de Yves Ciampi - 1954: Châteaux en Espagne (El torero), de René Wheeler - 1954: La Maison du souvenir (Casa Ricordi), de Carmine Gallone:Vincenzo Bellini - 1955: Gueule d'ange, de Marcel Blistène - 1955: Les Aristocrates, de Denys de La Patellière - 1956: La Sorcière, de André Michel - 1956: Section des disparus (Sección desaparecidos), de Pierre Chenal - 1957: Celui qui doit mourir (El que debe morir), de Jules Dassin - 1958: Ascenseur pour l'échafaud (Ascensor para el cadalso), de Louis Malle - 1958: Agente secreto S.Z. (Carve Her Name with Pride), de Lewis Gilbert - 1958: Cette nuit-là, de Maurice Cazeneuve - 1959: Un jeudi comme les autres, de Daniel Wronecki (voz) (cortometraje) - 1959: Ce corps tant désiré, de Luis Saslavsky - 1959: Carmen la de Ronda, de Tulio Demicheli - 1960: Plein Soleil (A pleno sol), de René Clément - 1960: Mi último tango, de Luis César Amadori - 1960: Il Peccato degli anni verdi (Le Séducteur), de Leopoldo Trieste - 1961: Le Rendez-vous de minuit, de Roger Leenhardt - 1961: Les Grandes Personnes, de Jean Valère - 1962: Portrait robot (El estrangulador), de Paul Paviot - 1962: Liberté I, de Yves Ciampi - 1962: La delación (La Dénonciation), de Jacques Doniol-Valcroze - 1963: Noches de Casablanca, de Henri Decoin - 1963: Le Meurtrier, de Claude Autant-Lara - 1963: Tempête sur Ceylan (Das Todesauge von Ceylon, Tempestad en Ceylán), de Gerd Oswald y Giovanni Roccardi - 1963: Le Feu follet (Fuego fatuo), de Louis Malle - 1963: Los vencedores (The Victors), de Carl Foreman - 1964: Le Voleur du Tibidabo (La vida es magnífica), dirección y guion de Maurice Ronet - 1964: Los parias de la gloria, de Henri Decoin - 1964: Donde tú estés, de Germán Lorente - 1964: La Ronde (Juegos de amor a la francesa), de Roger Vadim - 1965: Trois chambres à Manhattan (Tres habitaciones en Manhattan), de Marcel Carné - 1966: La Longue Marche, de Alexandre Astruc - 1966: La Ligne de démarcation, de Claude Chabrol - 1966: Lost Command, de Mark Robson - 1966: Amador, de Francisco Regueiro - 1967: Le Jardin des délices (Il Giardino delle delizie, Garden of Delights), de Silvano Agosti | - 1967: Le Scandale, de Claude Chabrol - 1967: La Route de Corinthe (La ruta de Corinto), de Claude Chabrol - 1968: La Femme écarlate (La mujer escarlata), de Jean Valère - 1968: Un diablo bajo la almohada, de José María Forqué - 1968: Histoires extraordinaires, de Federico Fellini, Louis Malle y Roger Vadim (voz) - 1968: How Sweet It Is!, Adorablement vôtre, Matrimonio 69, de Jerry Paris - 1968: Les oiseaux vont mourir au Pérou, de Romain Gary - 1969: Delphine, de Éric Le Hung - 1969: La Femme infidèle (La mujer infiel), de Claude Chabrol - 1969: La piscina, de Jacques Deray - 1969: Les Femmes (Las mujeres), de Jean Aurel - 1970: Que fais-tu grande folle? (Splendori e miserie di Madame Royale) (Madame Royal), de Vittorio Caprioli - 1970: La Modification (Dos mujeres en su vida), de Michel Worms - 1970: Le Dernier Saut, de Édouard Luntz - 1970: Qui? (¿Quién?), de Léonard Keigel - 1971: Un peu, beaucoup, passionnément..., de Robert Enrico - 1971: Raphaël ou le Débauché (Rafael, el libertino), de Michel Deville - 1971: La Maison sous les arbres (La mansión bajo los árboles), de René Clément - 1972: Le Diable dans la tête (Il Diavolo nel cervello, El cerebro del mal), de Sergio Sollima - 1972: La Chambre rouge, de Jean-Pierre Berckmans - 1972: L'Odeur des fauves, de Richard Balducci - 1972: Les Galets d'Étretat (El peligro de amar), de Sergio Gobbi - 1973: Sans sommation, de Bruno Gantillon - 1973: Don Juan 73 ou Si Don Juan était une femme... (Si Don Juan fuera mujer...), de Roger Vadim - 1973: L'Affaire Crazy Capo (La ejecución), de Patrick Jamain - 1973: La seducción (La seduzione), de Fernando Di Leo - 1974: Commissariato di notturna, Commissariat de nuit de Guido Leoni - 1974: Marseille contrat (The Marseille Contract/The destructor) (Contrato en Marsella), de Robert Parrish - 1974: Le Cri du cœur, de Claude Lallemand - 1974: Seul le vent connaît la réponse (Die Antwort kennt nur der Wind), de Alfred Vohrer - 1975: Bis zur bitteren Neige, de Gerd Oswald - 1975: La Messe dorée (La orgía del sexo), de Beni Montresor - 1976: Oh mia bella matrigna!, de Guido Leoni - 1976: À l'ombre d'un été, de Jean-Louis van Belle - 1976: La Merde (Perché si uccidono), de Mauro Macario - 1976: Nuit d'or, de Serge Moati - 1977: Madame Claude, de Just Jaeckin - 1977: Mort d'un pourri (Muerte de un corrupto), de Georges Lautner - 1979: Liés par le sang (Lazos de sangre, Bloodline), de Terence Young - 1981: Sphinx (La esfinge), de Franklin J. Schaffner - 1981: Beau-père, de Bertrand Blier - 1982: La Guérilléra (La guerrillera), de Pierre Kast y Antonio Tarruella - 1982: Un matin rouge, de Jean-Jacques Aublanc - 1982: La Balance, de Bob Swaim - 1983: Surprise Party, de Roger Vadim |

## Televisión
- 1964: Le Puits et le Pendule (La fosa y el péndulo), de Alexandre Astruc (cortometraje)
- 1971: L'Heure éblouissante, de Jeannette Hubert
- 1976: Peut-être en automne, de Jeannette Hubert
- 1976: L'Homme de sable, de Jean-Paul Carrère
- 1977: Emmenez-moi au Ritz, de Pierre Grimblat
- 1978: Madame le juge, de Claude Barma (serie; episodio "Monsieur Bais")
- 1978: Histoires insolites : Folies douces, de Maurice Ronet
- 1978: Les Magiciens du Futur, de Peter Sykes
- 1979: Orient-Express, de Daniele D'Anza (folletín; capítulo "Jenny")
- 1981: L'Atterrissage, de Éric Le Hung
- 1982: Ce fut un bel été, de Jean Chapot
- 1982: La Nuit du général Boulanger, de Hervé Bromberger
- 1982: La Déchirure, de Franck Apprederis

## Filmografía comorealizador
- 1964: Le Voleur du Tibidabo (La vida es magnífica)
- 1973: Vers l'île des dragons (La isla de los dragones)
- 1973: Mozambique (TV)
- 1976: Bartleby
- 1978: Histoires insolites: Folies douces (TV)
- 1981: Histoires extraordinaires: Le Scarabée d'or (El escarabajo de oro) (TV)
- 1981: Histoires extraordinaires: Ligeia (TV).

## Teatro
- 1946: Mala de Jean Laugier, puesta en escena del autor, Théâtre Albert Ier
- 1952: Un beau dimanche  (Un hermoso domingo) de Jean-Pierre Aumont, Théâtre de la Michodière, Théâtre des Célestins

## Premios y reconocimientos
Festival Internacional de Cine de San Sebastián
| Año  | Categoría                      | Película                 | Resultado |
| ---- | ------------------------------ | ------------------------ | --------- |
| 1967 | Concha de Plata al mejor actor | Champaña para un asesino | Ganador   |